# Ewa Petelska
Ewa Petelska (24 de diciembre de 1920 - 20 de agosto de 2013) fue una directora de cine y guionista polaca. Dirigió 26 películas entre 1951 y 1985. Su film Black Wings (1963), ganó el Premio de Plata en el 3.er Festival Internacional de Cine de Moscú. Su Copernicus (1973) ganó el Premio de Plata en la 8ª edición de ese mismo Festival.

## Filmografía selecta
- Naufragios (1957)
- Ogniomistrz Kaleń (1961)
- Black Wings (1963)
- Copernicus (1973)